# رن اوسوگی
رن اوسوگی (ژاپنی 大杉漣، انگلیسی Ren Osugi) (زاده ۲۷ سپتامبر ۱۹۵۱) بازیگر ژاپنی بود.
از فیلم‌هایی که وی در آن نقش داشته‌است، می‌توان به جذبه، آزمون بازیگری، یاکوزای تمام‌فلزی، مرده یا زنده و اوزوماکی اشاره کرد.
او در ۲۱ فوریه ۲۰۱۸ بر اثر نارسایی قلبی در سن ۶۶ سالگی درگذشت.